# Fernando del Valle
Fernando del Valle, właśc. Brian Skinner (ur. 28 lutego 1964 w Nowym Orleanie, Luizjana) – amerykański śpiewak operowy (tenor).

## Rodzina
Przybrał nazwisko del Valle na cześć swojego dziadka, Fernanda Meléndez del Valle, także tenora. Jest prawnukiem Andrésa del Valle, który był prezydentem Salwadoru w 1876 roku, a także w prostej linii potomkiem pułkownika José María San Martín y Ulloa, prezydenta Salwadoru (1854/56) i założyciela miasta Santa Tecla w Salwadorze.

## Życiorys
Fernando del Valle jest absolwentem Tulane University w Nowym Orleanie oraz Southern Methodist University w Dallas w Teksasie, w którym otrzymał stypendium zawodowe Opery w Dallas. Jest także absolwentem Merola Opera Program w Opery w San Francisco, gdzie studiował 1992/93, był zwycięzcą konkursu Bel Canto w Chicago, co spowodowało przenosiny do Włoch, by studiować u Carla Bergonziego a później u Thomasa Haywarda. Od 2014 del Valle mieszka w Darmstadt.

### Początki
Del Valle zadebiutował w wieku 17 lat, w 1981 roku jako śpiewak operowy w inscenizacji opery „Wenus i Adonis” Johna Blowa, granej w Loyola University of the South.
W następnym roku wystąpił jako tenor w „Pasji według św. Mateusza” Johanna Sebastiana Bacha razem z Orkiestrą Filharmoniczną Nowego Orleanu.
W 1986 odbył się jego pierwszy występ w Jordan Hall w Bostonie w „Oratorium na Boże Narodzenie” Johanna Sebastiana Bacha. Tym występem wygrał konkurs Boston Premiere Ensembles Young Artist. Następnej wiosny śpiewał z Beethoven Society of New York w Alice Tully Hall w Lincoln Center.
Del Valle rozszerzył swój repertuar i realizował swoją karierę jako tenor operowy, wykonując dzieła takie jak „Missa Solemnis” Beethovena i „Requiem” Verdiego, Brittena i Webera.
W 1993 tenor zadebiutował w Carnegie Hall Mszą c-moll Mozarta.
W 1994 roku śpiewał jako tenor w Mesjaszu, wraz z Orkiestrą Symfoniczną z Dallas.
W 1995 roku nastąpił jego europejski debiut w IX symfonii Beethovena, wraz z orkiestrą Sinfonica di Milano Giuseppe Verdi, kierowaną przez Aluna Francisa. Pierwszy europejski występ operowy del Valles odbył się w reżyserowanej przez Hugona de Ana operze Carmen w Teatro Comunale w Treviso w roli Don José pod kierunkiem Petera Maaga.
W 1996 roku zagrał Rodolfo w inscenizacji La Bohème w Teatro dell'Opera di Roma.

### Od 1997 do dzisiaj
W 1997 del Valle wystąpił jako Don José w Gran Teatro La Fenice w Wenecji, jako Pinkerton w Madame Butterfly w Palm Beach Opera i jako Faust w operze Gounoda w Colmar we Francji.
Niemiecki debiut miał w 1998 roku jako Rodolfo w operze we Frankfurcie z Klauspeterem Seiblem. W tym samym roku wystąpił także na festiwalu Wexford w Irlandii.
Od roku 1999 można było go słuchać w wielu miejscach na całym świecie, na przykład we Frankfurcie, Maastricht, w teatrze państwowym Saary w Saarbrücken, w Düsseldorfie, Berlinie, Monachium, Helsinkach, Belo Horizonte w Brazylii, Baveno we Włoszech (RAI di Torino), Wiesbaden, Mannheim, Karlsruhe, Kassel i w Hamburgu. Del Valle był potem kilka lat pierwszym tenorem w zespole teatru państwowego Darmstadt (pod kierunkiem Marca Albrechta), a następnie występował w Izraelu, Korei, na Sycylii, Sydney, w Lizbonie i w Pradze.

## Zdrowie
W 1995 rozpoznano u Fernando del Valle w wieku 31 lat cukrzycę. Dzisiaj (2015) cierpi na retinopatię cukrzycową, jaskrę, zwyrodnienie plamki żółtej, obrzęk plamki żółtej oraz neuropatię cukrzycową.

## Słynne role
- Andrea Chénier w operze pod tym samym tytułem
- Canio w Pajacach
- Riccardo w Balu maskowym
- Gabriele Adorno w Simonie Boccanegra
- Faust w operze pod tym samym tytułem
- Faust w Mefistofelesie
- Pinkerton w Madame Butterfly
- Książę w Rigolettcie
- Cavaradossi w Tosce
- kawaler des Grieux w Manon Lescaut
- Don Jose w Carmen
- Manrico w Trubadurze
- Turiddu w Rycerskości wieśniaczej
- Nemorino w Napoju miłosnym
- Enzo w Giocondzie